# Малеева-Живкова, Мара
Мара Христова Малеева-Живкова (болг. Мара Христова Малеева-Живкова; 12 июля 1911, Пловдив — 23 октября 1971,  София, БНР) — болгарский медик, жена Тодора Живкова, генерального секретаря ЦК Болгарской коммунистической партии (1954—1989).

## Биография
Родилась в семье учителя. С 1930 года обучалась на медицинском факультете в университете Софии. Была участницей левой молодежной организации — Рабочий молодёжный союз, занималась подпольной деятельностью. Участвовала в первых маршах-манифестациях и уличных демонстрациях. Член Болгарского студенческого союза и БКП с 1935 года.
В 1936 году познакомилась с коммунистическим активистом Тодором Живковым. После окончания университета работала сельским врачом. Тодор Живков переехал за ней в с. Дыскот (Великотырновская область), и оба начали жить гражданским браком, ещё до того, как они поженились 8 февраля 1939 года в церкви с. Павликени. Мара была более интеллектуально и культурно развита по сравнению с крестьянским парнем Т. Живковым и он должен был работать над собой, чтобы догнать её в уровне образования (даже благодаря жене ему не удавалось сдать экзамены до 30 лет).
С июня 1943 года Тодор Живков был членом штаба Первой революционной рабочей зоны и прокурором партизанского отряда «Чавдар». Мара Малеева помогала ему, лечила больных и раненных партизан, нелегально снабжала медикаментами и бинтами.
После 9 сентября 1944 года Тодор Живков начал работать в Народной милиции в Софии и перевел туда свою семью. Мара Малеева стала сотрудницей Первой внутренней клиники Высшего медицинского института, где закладывала основы бесплатной медицинской помощи в Болгарии. У неё появилась прекрасная возможность посвятить себя научной карьере, но она отказалась от этого и посвятила себя своей семье. Отчасти благодаря этому, её муж сделал быструю карьеру в партии и государстве, заняв пост первого секретаря ЦК Болгарской коммунистической партии, премьер-министра и заместителя главы государства в качестве президента Государственного совета НРБ.
Мара стала женой коммунистического лидера Болгарии, чьё имя и фотография часто появлялись в болгарских газетах. В отличие от первых леди западных стран, она не носила украшений и драгоценностей, не вела светской жизни, но в историю Болгарии вошла, как одна из самых умных, эрудированных и культурных жён правителей Болгарии. Она часто сопровождала Живкова в поездках за границу, готовилась к особенностям и культуре соответствующей страны и активно участвовала во встречах и переговорах болгарского лидера. Хорошо владела французским языком, который в то время считался языком дипломатии.
Брала на себя решение многих вопросов и проблем вместо мужа. Отвечала не только на сотни ежедневных писем от людей, ставших жертвами какой-либо несправедливости, но и большой части корреспонденции Живкова. Удерживала своими советами мужа от многих спорных решений.
С 1969 году М. Малеева страдала от рака желудка. Как врач, она прекрасно осознавала ситуацию, но никогда не жаловалась, хотя часто испытывала сильную боль. Умерла 23 октября 1971 года в возрасте 60 лет. Похоронена вместе с Тодором Живковым на Центральном кладбище в Софии.

## Семья
Т. Живков никогда больше не женился. По слухам, он сказал: «Любовницы будут всегда, но жена останется одной».
Их дочь Людмила (1942—1981) принимала активное участие в болгарской политике. Была инициатором ассамблеи «Знамя Мира». Людмила была два раза замужем: первый раз за Любомиром Стойчевым. От него 7 ноября 1965 родилась дочь Евгения (Жени) Живкова. Ныне она известный болгарский дизайнер. Второй раз за Иваном Славковым. От него в 1971 г. родился сын Тодор Славков.
Сын Живкова Владимир (1952) был депутатом болгарского парламента с 1981 по 1989 года. Ныне он пенсионер и живёт скромно. Был женат два раза: Первая жена—Маруся Мирчевска. От неё сын Тодор. Вторая жена — Валентина (Валя). От неё дочь Елизабет.
Брат — академик Атанас Малеев.